# Привітів
Приві́тів — село в Україні, у Житомирському районі Житомирської області. Входить до складу Любарської селищної громади. Населення становить 979 осіб.

## Географія
Село Привітів розташовується в південно-східній частині Волині на берегах правої притоки Случі — Чепалівки, — за 8 км до її впадіння. Географічні координати: 50°02' північної широти та 27°47' східної довготи. Приблизно за 10 км на південь від межі лісостепу і полісся. Селом протікає річка Тюкелівка.

## Історія
На території села люди проживали віддавна — в різних місцях виявлено залишки поселень пізньо-трипільської культури, доби бронзи, 2-х поселень черняхівської культури та городище часів Київської держави.
Вперше в писемних джерелах згадується в листопаді 1555 року, коли син Кременецького повітника Івашка Сеньковича Денисковича продав села Привітів, Стара Чортория, Тупочолівське, Панівці, Яворова кременецькому старості Петру Михайловичу Семашку. Пізніше Привітів був проданий князю Костянтину (Василю) Костянтиновичу Острозькому, який 15 жовтня 1585 року подарував село серед інших 45 сіл разом з Чудновом своїй невістці Сюзанні Острозькій. Походження назви села не встановлено.
Найдавнішими обжитими місцями є, мабуть, східна частина, яка до сьогодні носить назву Село і об'єднує два кутки, та західна частина, яка має назву Замчисько, що розміщувалась на високому березі (навпроти водокачки) біля злиття Чепалівки та річечки, яка тече з Горопаїв. Ймовірно, на цьому місці, захищеному болотистими долинами двох річок, у часи середньовіччя (600—900 років тому) розташовувався дерев'яний замок, який служив прихистком для жителів навколишніх поселень під час небезпеки. Відстань між крайніми частинами Села і Замчиська становить до 3-х кілометрів, тому це були два різних поселення, одне з яких могло мати іншу назву. Пізніше виникла вулиця Слобода, ця назва пов'язана з тим, що в XVI—XVII століттях землевласники запрошували на свої землі поселенців та звільняли їх від податків на 10-20 років — такі поселення називали слободами, а поселенців — слободяниками. Вулиця, яка виникла за річкою напроти Села, отримала назву Загребля. Через Чепалівку існувало декілька переправ, одна з них по насипній греблі на шляху до Печенівки, Колодяжного, Мирополя. Навпроти Слободи розташовувались церковні землі, так звана десятина, звідси і походження назви вулиці, де люди почали селитись в XIX столітті. На початку XX ст. люди отримали земельні ділянки для будівництва власних осель — виникла вулиця Моряк за ім'ям одного з поселенців.
У 1906 році село Новочарторійської волості Новоград-Волинського повіту Волинскої губернії. Відстань від повітового міста 67 верст, від волості 6. Дворів 225, мешканців 1273.
У 1913 році дворянка Уварова Наталія Федорівна володіла землею у розмірі 784 десятин.

### Церква Різдва Пресвятої Богородиці
Парафія і церква Різдва Пресвятої Богородиці згадується з 1737 року, і належала до греко-католицької конфесії. В 1795 році була переведена в православ'я, після завоювання Росією Правобережної України. Церква була збудована в 1760 році, про це був вирізаний напис на вхідних дверях, освячена 12 травня 1765 року. Розташовувалась на високому горбі, зі східної сторони проходив шлях через греблю в містечко Миропіль та села Печенівку і Гордіївку, з південного боку йшла дорога на Нову Чорторию. Церква була збудована з дуба і сосни, висотою 34, 5 аршина. В 1848—1857 рр. було зроблено кам'яний фундамент. Біля церкви розташовувався цвинтар — до 1770 року, коли було відведено нове місце за річкою, де він є й понині. В 1862 році на цвинтарі була збудована церква Успіння Святої Богородиці на кошти надвірного радника з Петербурга Стефана Надвроцького (сина священика Григорія Надвроцького), який помер в 1881 році у віці 61 року, та був там похований. Церкві належали 89 десятин землі. Священиком церкви Різдва Пресвятої Богородиці, з першої згадки до 1781 року, був Тимофій Житинський, з 1781 до 1800 — Михайло Тимофійович Житинський, з 1800 до 1806 — Стефан Михайлович Житинський, з 1806 до 1852 — Григорій Іванович Надвроцький, з 1852 до 1881 — Матвій Якович Ліневич, з 1881 — Іван Іванович Немоловський.
На початку XX століття стара церква була розібрана, а на її місці в 1907 році була збудована нова, також дерев'яна. Інші характеристики будівлі, її розміри поки що не відомі. В церкві була велика бібліотека.
Наприкінці 20-х, на початку 30-х років XX століття, у часи комуністичної влади церква була закрита, у приміщенні зберігались будівельні матеріали, колючий дріт, бляха. В 1941 році, за декілька тижнів до війни, сільські активісти (комуністи, комсомольці, інші безбожники) розібрали будівлю церкви, майно порозтягували, книги та церковні атрибути повикидали на вулицю в калюжі, глумились над ними, був скинутий хрест, активісти грали на гармошці та співали частушки.
Була розібрана церква і на цвинтарі.
Під час війни, за німецької влади, діяльність церковної громади була відновлена, але з поверненням радянської влади була знову заборонена, через відсутність приміщення.

### Церковно-парафіяльна школа
При церкві з 1868 року працювала церковно-парафіяльна школа. Нове приміщення було збудовано на початку XX століття поруч із церквою, на Слободі. Пізніше, після встановлення радянської влади, у цьому приміщенні розташовувався сільський клуб до 1967 року, коли був збудований нині діючий будинок культури. Сама ж школа після революції розташувалась на протилежному кінці Слободи, на горбу, у будівлях колишньої економії, — адміністративних та житлових будинках поміщицького господарства. Газета «Волинський пролетарій» в 1924 році відзначила, що школа міститься в гарному будинку, але його треба ремонтувати. З 1978 року школа розташовується в сучасній будівлі та отримала статус середньої — до того була семи- і восьмирічною.
Село розташовується на родючих ґрунтах, які здавна оброблялись. Жителі села займались землеробством, а також допоміжними ремеслами, як от розведенням риби в ставках та її продажем. Жителям і землевласникам с. Привітова належало до 2 тис. га земельних угідь. Переважна кількість землі належала великим землевласникам, невеликі ділянки і городи — селянам і шляхтичам (із чиншової шляхти), а також 89 десятин (понад 90 га) церкві, які були передані їй князем Янушем Сангушком в 1770-х роках. Сангушку належали й інші привітівські землі. Надалі землі перейшли у власність Ігнатія Сельйоти Собейковича, до 1803 року ними володів Матейко Матейкович Раковський, з 1803 до 1836 року Антон Іванович Краєвський (син Івана Краєвського, який заселив і фактично заснував Печенівку), далі землі належали Вікторії Малиновській, Михайлу Александровичу, Розалії Андріївні Маршицькій, Слодковському, Андрієві Невмержицькому в 1865 році, Стецькому, з 1885 року землі перейшли у власність Федора Артемовича Терещенка — відомого мецената й цукрозаводчика.
В 1839 році Розалія Маршицька взяла позику в Петербурзькому банку в сумі 22800 рублів, під заставу половини привітівських земель, майна та людей. У документі зазначено, що в заставі перебуває 158 душ чоловічої статі, 1532 морги землі (833 десятини ріллі, 157 — сінокосу, 29 — лісу дубового). Крім того, у маєтку були панський дерев'яний одноповерховий покритий соломою будинок розміром 17×10×3 аршини, у якому були дві панські кімнати, комора та кімната прислуги. В господарстві була клуня розмірами 22×12×2 аршини. У селі на ставу був млин із дубового тесаного дерева, а також корчма дерев'яна під соломою з двома кімнатами, коморою та сіньми для заїзду.
В 1863 році в Привітові селяни отримали землю на підставі царського указу 1861 року про звільнення від кріпацтва. Були передані в оренду на 49 років 856 десятин 112 сажнів (понад 800 га) землі з наступним викупом за 21057 рублів 50 копійок. Землю отримали 104 колишні кріпаки та малоземельні селяни:
Федик Яків, Бернацький Петро, Лакійчук Софрон, Захарчук Тихон, Стельмах Яків, Маринчук Омелян, Петрощук Павло, Омельчук Лука, Кучерук Матвій, Шостак Аврам, Мудренко Кирило, Цугрій Кіндрат, Іванчук Степан, Гордійчук Григорій, Савчук Опанас, Миронюк Матвій, Вовк Ісак, Гордійчук Іван, Столяр Павло, Верещак Демохтіян, Миронюк Наум, Савчук Тадей, Миронюк Степан, Романюк Йосип, Лакійчук Корній, Деркач Наум, Коровчук Остап, Коровчук Кирило, Власюк Артем, Власюк Дем'ян, Коровчук Каленик, Стельмах Трохим, Захарчук Меркурій, Стельмах Григорій, Стельмах Никифор, Захарчук Гаврило, Мойсійчук Василь, Мельник Яків, Шпортко Олексій, Пилипчук Гнат, Лаврук Пантелеймон, Сидорчук Анатолій, Вовк Євстафій, Цугрій Юлян, Шпортко Яків, Шпортко Іван, Латка Артем, Мшанецький Іван, Фурман Марко, Прокопів Ісидор, Кучерук Гордій, Деркач Андрон, Деркач Данило, Мосьондз Мирон, Мартинюк Павло, Левчук Олександр, Миронюк Ілля, Слободяник Єлисей, Кушнір Аврам, Кияновський Григорій, Куленюк Василь, Деркач Онуфрій, Грицюк Федір, Омельчук Павло, Куленюк Петро, Яцюк Іван, Наумчук Петро, Шпортко Микита, Ковальчук Оверко, Ковальчук Корнило, Сергійчук Ісидор, Сергійчук Яків, Прус Гнат, Вознюк Кирило, Миронюк Андрій, Швець Данило, Стасюк Соломон, Прус Іван, Прус Яків, Олійник Омелян, Гаврилюк Федір, Коровчук Іван, Швець Никифор, Гордійчук Ісидор, Печений Євстафій, Олійник Свирид, Кучерук Яссон, Кучерук Василь, Грицюк Микита, Омельчук Конон, Олійник Потап, Марчук Ісидор, Миронюк Карпо, Коваль Хома, Куленюк Пасиль, Зінчук Єрофей, Куленюк Микита, Латка Яків, Кучерук Мартин, Маринчук Омелян, Миронюк Севастян, Козачук Федір, Кучерук Ісидор, Деркач Йосип
Цього права були позбавлені колишні шляхтичі (їм змінили статус на однодворців, селян, міщан тощо) та церковнослужителі. Того року подвірний список домогосподарств села Привітова налічував 377 чоловіків (жінок в розрахунок не брали).

### Радянський період
6 серпня 1923 року в Привітові було зареєстровано сільськогосподарське кредитне товариство «Хлібороб», яке об'єднувало 70 пайовиків, а вже в 1924 році мало прибуток. Того року в Привітові діяв комнезам (комітет незаможників), у який входили 114 чоловік, існувало місцеве господарство Коровинецької цукроварні, при ньому був робочий клуб. А ще окремо працював сельбудинок.
В 1930 році в Привітові був утворений колгосп ім. Паризької комуни, першим головою правління був обраний Шпортко Іван Климович (1895 р.н.). Колгосп до війни об'єднував 386 господарств та 822 колгоспники, де обробляли 1760 га землі, з них 1434 га орних та 86 сінокосу. Колгоспу належали будівля контори, житловий будинок, дит.ясла, майстерня, тваринницькі приміщення, зерносховище, комора та інші. Під час війни в 1941-43 роках майно колгоспу значно постраждало. В 1944 році комісія в складі голови колгоспу Макухи Омеляна Григоровича, рахівника Столяра Артема Семеновича, працівника с/ради Беркути Петра Михайловича та інших нарахувала збитків, яких зазнав колгоспп під час війни, у сумі 17598063 карбованців. З початку 60-х років колгосп почав називатись імені XX з'їзду КПРС. В 1971 році привітівський колгосп об'єднали з горопаївським і він отримав назву «Заповіт Леніна». В 1988-му за бажанням жителів сіл їх роз'єднали, привітівський назвали «Зоря». В 90-х роках колгосп був реорганізований в колективне сільськогосподарське підприємство (КСП), на початку двохтисячних років колгоспні землі були розпайовані, і колишнім колгоспникам видали державні акти на право на приватну власність на землю.
Створення колгоспу в селі супроводжувалося примусовою колективізацією, яку здійснювалали керовані Комуністичною партією органи влади та місцеві активісти. Десятки сімей так званих куркулів були вислані, а майно (в тому числі і хати) забрано в колгосп. Худобу, сільськогосподарський реманент, будівельні матеріали забирали практично у всіх жителів, залишивши їх без засобів для існування. В 1932-33 роках у вже й так знесилених людей забирали все їстівне, чим займались комуністичні і комсомольські активісти, виконуючи директиви і накази московського Кремля. Люди почали вмирати від голоду. Вимирали цілі сім'ї, насамперед багатодітні з маленькими дітьми, де було мало працездатних, старші і хворі люди. Були випадки людоїдства. Лише за офіційними даними Любарського райкому компартії (під грифом таємно) обліковано, що в Привітові з лютого по серпень 1933 року померла від голоду 231 людина, найбільше знесилених людей померло в червні і липні, не дочекавшись нового врожаю.

## Населення
В 1790 році в селі налічувалось 66 дворів та проживало 633 людей. Проживали люди різних станів: землевласник і його дворові, селяни (вільні та кріпаки), шляхта (вільні люди, які отримали привілей та платили податок — чинш), церковнослужителі. В 1891 році в Привітові вже було 134 двори та 1072 людей, з них понад 1 тис. православних, 30 римо-католиків, 18 євреїв. В 1913 році проживало 1489 людей (православних 1445, католиків 20 та 24 юдеї). Як видно, впродовж XIX століття населення зросло лише в два рази, незважаючи на високу народжуваність (на початку XIX століття народжувалось до 30-ти дітей в рік, в 70-х до 50-ти, в 90-х вже до 70—80-ти), була досить високою і смертність (особливо серед дітей). Не оминали Привітів і епідемії. Особливо в 1848 році, коли померла 101 людина, в 1872 — 128 людей, 1894 — 61.

### Мова
Розподіл населення за рідною мовою за даними перепису 2001 року:
| Мова       | Кількість | Відсоток |
| ---------- | --------- | -------- |
| українська | 1106      | 98.93%   |
| російська  | 12        | 1.07%    |
| Усього     | 1118      | 100%     |

## Відомі люди
- Рудніцький Вадим Володимирович (1978—2014) — сержант міліції, боєць добровольчого спецбатальйону патрульної служби міліції особливого призначення «Шторм» (Одеса). Загинув на російсько-українській війні 24 серпня 2014 поблизу смт Георгіївка під Луганськом. Нагороджений орденом «За мужність» III ступеня (посмертно).
- Ліщук Василь Вікторович (1983—2022) — старший сержант Збройних сил України, учасник російсько-української війни, що загинув у ході російського вторгнення в Україну у 2022 році.
- Хасанов Юрій Рустамович (1999—2022) — старший солдат Збройних Сил України, учасник російсько-української війни, що загинув у ході російського вторгнення в Україну в 2022 році.